# Dheisheh
Dheisheh (em árabe: مخيم الدهيشة) é um campo de refugiados palestinos localizado ao sul de Belém, na Cisjordânia. Dheisheh foi fundada em 1949 em 0,31 quilômetros quadrados de terra arrendada do governo jordaniano, que controlava a área na época. O campo foi estabelecido como um refúgio temporário para 3.400 palestinos de 45 aldeias a oeste de Jerusalém e Hebron que fugiram durante a guerra árabe-israelense de 1948. 
Seis décadas de crescimento natural da população expandiram as dimensões do acampamento para uma área entre 1 e 1,5 quilômetros quadrados. As dimensões exatas estão sujeitas a debates periódicos entre os residentes, a UNRWA e a Autoridade Palestina. Os dois últimos são obrigados a fornecer serviços aos residentes, dependendo de seu status de residente no acampamento. 
Embora inicialmente vivessem em tendas, os residentes desde então construíram casas. Muitas ruas foram pavimentadas, mas ainda são muito estreitas. De acordo com a UNRWA, todo o acampamento está conectado aos sistemas municipais de água e eletricidade de Belém, mas 15% do acampamento permanece desconectado do sistema público de esgoto local. Essas casas fazem uso de fossas sépticas comuns.

## Nome
Existem várias grafias alternativas de Dheisheh, fazendo uso do alfabeto latino. Uma lista incompleta de grafias possíveis inclui "Deheishe", "Deheisheh", "Duheisha", "Dheisha" e "Dhaisha". 
Enquanto "Dheisheh" é a grafia que a UNRWA usa, a Autoridade Palestina usa "ad Duheisha" em sua documentação. 
Há pouco consenso entre as agências de notícias quanto à grafia correta. Enquanto a Al Jazeera usa a grafia "Dheisheh", a agência de notícias palestina Ma'an usa a grafia alternativa "Duheisha".

## História
As pessoas que se reuniram em Dheisheh eram originárias de mais de 45 aldeias a oeste de Jerusalém e Hebron. Dheisheh é um dos campos de refugiados que foi criado como uma solução humanitária temporária para o problema de acomodação dos palestinos expulsos durante a Nakba. No final da década de 1950, a UNRWA começou a construir unidades habitacionais muito simples: Um quarto individual de 10 metros quadrados, com paredes de 2,45 m de altura e 10 centímetros de espessura, cobertura de aço e piso de concreto bruto. Os refugiados começaram a construir suas próprias casas para não mais morar nos barracos da UNRWA. 
Desde a Guerra dos Seis Dias em 1967, o Dheisheh ficou sob ocupação israelense. Até o campo voltar a ficar sob jurisdição da Autoridade Palestina em 1995, o Dheisheh esteve sob toque de recolher em média 3,5 dias por mês, sendo que em uma altura o toque de recolher durou 84 dias consecutivos. Ao longo da Primeira Intifada, uma cerca de arame farpado de seis metros de altura foi instalada ao redor do campo, e treze das quatorze entradas do campo foram barricadas.
Em 23 de fevereiro de 2015, durante uma operação para prender um residente do campo, soldados israelenses mataram um homem de 19 anos a tiros.
Majid Faraj, chefe da Inteligência Geral da Autoridade Palestina desde 2009, nasceu no campo Deheisha em 1962. Ele é um membro de longa data da Fatah, tendo ficado em uma prisão israelense pela primeira vez com 15 anos de idade, e passando um total de seis anos sob custódia de Israel. Seu pai foi morto a tiros pelas FDI em abril de 2002 durante a Operação Escudo Defensivo.

## População
A população no censo de 1967 conduzido pelas autoridades israelenses era de 4.149.
Os números atuais da população de Dheisheh estão sujeitos a divergências entre os respectivos estudos censitários da Autoridade Nacional Palestina e da UNRWA. De acordo com o Bureau Central de Estatísticas da Palestina, o campo foi estimado em 9.399 habitantes em meados de 2006, seguindo o crescimento natural da população de 8.829 pessoas em 2004 e 9.114 pessoas em 2005. Em janeiro de 2009, o Censo de População, Moradia e Estabelecimento de 2007, realizado pelo mesmo Bureau Central de Estatísticas da Palestina, em nome da Autoridade Nacional Palestina, relatou as seguintes estatísticas para o ano de 2007: 
| Demografia                   | Total |
| ---------------------------- | ----- |
| Nº total de pessoas          | 8.736 |
| No. de mulheres              | 4.310 |
| No. de homens                | 4.426 |
| Nº de unidades habitacionais | 1.905 |
| Nº de edifícios              | 1.170 |
| No. de famílias              | 1.698 |
| Tamanho médio da família:    | 5,1   |

Digno de nota é a ausência de aproximadamente 700 pessoas no número estimado de 2006 em comparação com o número relatado em 2007. Além disso, o número relatado em 2007 é menor do que o número inicial relatado pelo Bureau Central de Estatísticas da Palestina para 2004. 
A UNRWA relatou os seguintes números estatísticos para Dheisheh, em 30 de junho de 2008:
| Demografia          | Total  |
| ------------------- | ------ |
| Nº total de pessoas | 13.017 |
| Nº de famílias      | 2.838  |
| No. de bebês        | 129    |

A discrepância em relação à população do acampamento é influenciada por várias questões, a mais significativa das quais são as divergências sobre as dimensões aceitas do acampamento e o status dos residentes não registrados. Os residentes do acampamento não são tributados sobre suas propriedades dentro do acampamento, e isso resulta em desentendimentos à medida que a população e o tamanho geográfico da comunidade do acampamento continuam a crescer. A política fiscal relativa ao campo resultou na imigração de palestinos que não são refugiados registrados na UNRWA. Números precisos para esses imigrantes não estão disponíveis. 
Além disso, o registro na UNRWA é voluntário e, portanto, não se espera que inclua todos os refugiados elegíveis que vivem dentro do campo. 
Com base nas estatísticas da UNRWA, Dheisheh é o quarto maior campo de refugiados na Cisjordânia, atrás de Balata, Tulkarm e Askar (nessa ordem). Dheisheh é, portanto, o maior acampamento fora do distrito de Nablus da UNRWA. 
Em comparação, o campo de Dheisheh seria o sexto maior depois de Balata, Askar, Tulkarm, Jenin e Qalandiya (nessa ordem), com base nos números informados pelo Bureau Central de Estatísticas Palestino. 

## Organizações locais

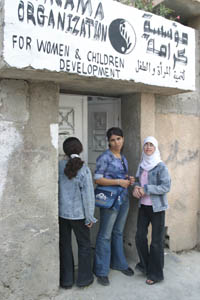
Entrada na Organização Karama

Várias organizações locais e internacionais oferecem serviços humanitários dentro do campo de Dheisheh. Muitas dessas organizações têm um foco específico. Alguns deles estão listados acima. 
A Organização Karama é uma organização local que visa proporcionar atividades de lazer às crianças que vivem no acampamento.
O Centro Cultural Ibdaa tem como objetivo criar um ambiente positivo para as crianças do acampamento. 

A Sociedade Visão de Futuro para o Desenvolvimento de Habilidades (AREEN) é outra organização localizada no acampamento Dheishe. Esta organização sem fins lucrativos busca proporcionar um futuro melhor para as crianças e jovens do acampamento, especialmente para as meninas. 